# ابن عبدالحکم
أبوالقاسم عبدالرحمن بن عبدالله بن عبدالحکم مورخ مصری در قرن سوم هجری که اثرش «فتوح مصر وأخبارها» قدیمی‌ترین کتاب بازمانده در این موضوع است. این کتاب به‌طور مفصل در مورد قضات اعظم مصر، صحابه‌ای که به مصر آمدند و احادیثی که از آنان نقل‌شده بحث می‌کند. محتوای اصلی کتاب حول تاریخ مصر است که با افسانه‌های قدیمی شروع و با حکومت عمروعاص پایان می‌پذیرد. کتاب همچنین چگونگی فتح بقیهٔ سرزمین‌ها در شمال آفریقا و اسپانیا را شرح می‌دهد. نگاه او در این کتاب بیشتر نگاهی حقوقی/فقهی، نه نگاه تاریخ نگارانه است.
سه فرد دیگر از خانوادهٔ عبدالحکم نیز به ابن عبدالحکم معروفند. این خانوادهٔ ثروتمند در قرن سوم در مصر بسیار تأثیرگذار بودند. همگی در توسعهٔ مذهب مالکی در مصر نقش عمده‌ای داشته و با شافعی در تماس نزدیک بودند و گفته می‌شود شافعی در خانهٔ آن‌ها مرده‌است؛ گرچه بعدها آنان از تعلیمات شافعی دوری جستند. سرانجام در ماجرای تفتیش عقاید پیرامون حدوث قرآن توسط معتزلیان آزار دیده و از قدرت و تأثیر آنان کاسته شد.
1. ابومحمد عبدالله بن عبدالحکم (۱۵۵هـ/۷۷۲م—۲۱۴هـ/۸۲۹م) که با مالک در تماس بود و چند کتاب در باب فقه مالکی نوشت. از میان نوشته‌های او تنها زندگی‌نامهٔ عمر بن عبدالعزیز بازمانده است. در این اثر، او عمر بن عبدالعزیز را یک حاکم ایده‌آل مسلمان نشان می‌دهد که توانایی گردهم‌آوردن بخش‌های مختلف جامعه را داشت.
2. عبدالحکم که اولین پسر عبدالله بود و در ماجرای تفتیش عقاید معتزلی درگذشت. از او اثر خاصی برجای نمانده.
3. ابوعبدالله محمد بن عبدالله بن عبدالحکم (۱۸۲هـ/۷۷۲م—۲۶۸هـ/۸۸۲م یا ۲۶۹هـ/۸۸۳م) که مدتی پیش شافعی درس خواند ولی بعدها ردیه‌ای بر شافعی نوشت. او کسی بود که به بغداد فراخوانده شد تا نظریهٔ «خلق قرآن» را بپذیرد. او نوشته‌هایی در مجادله با عراقیون و مسائل فقهی دارد که هیچ‌کدام در دسترس نیستند.